# Kraków Bieżanów Drożdżownia
Kraków Bieżanów Drożdżownia – przystanek kolejowy w Krakowie, w dzielnicy XII Bieżanów-Prokocim, w Bieżanowie.

## Ruch pasażerski
| Rok  | Wymiana pasażerska na dobę |
| ---- | -------------------------- |
| 2017 | 100–149                    |
| 2022 | 150–199                    |

## Historia
- 2012 – Przystanek kolejowy został zmodernizowany w trakcie remontu linii kolejowej do Wieliczki.
- 2015 – Stara poczekalnia została zburzona. Teren wokół peronu został przygotowany pod budowę parkingu Park&Ride.
- 2019 – Zamontowano wtedy również boksy rowerowe finansowane z Budżetu Obywatelskiego Miasta Krakowa na rok 2016[3][4].

## Galeria

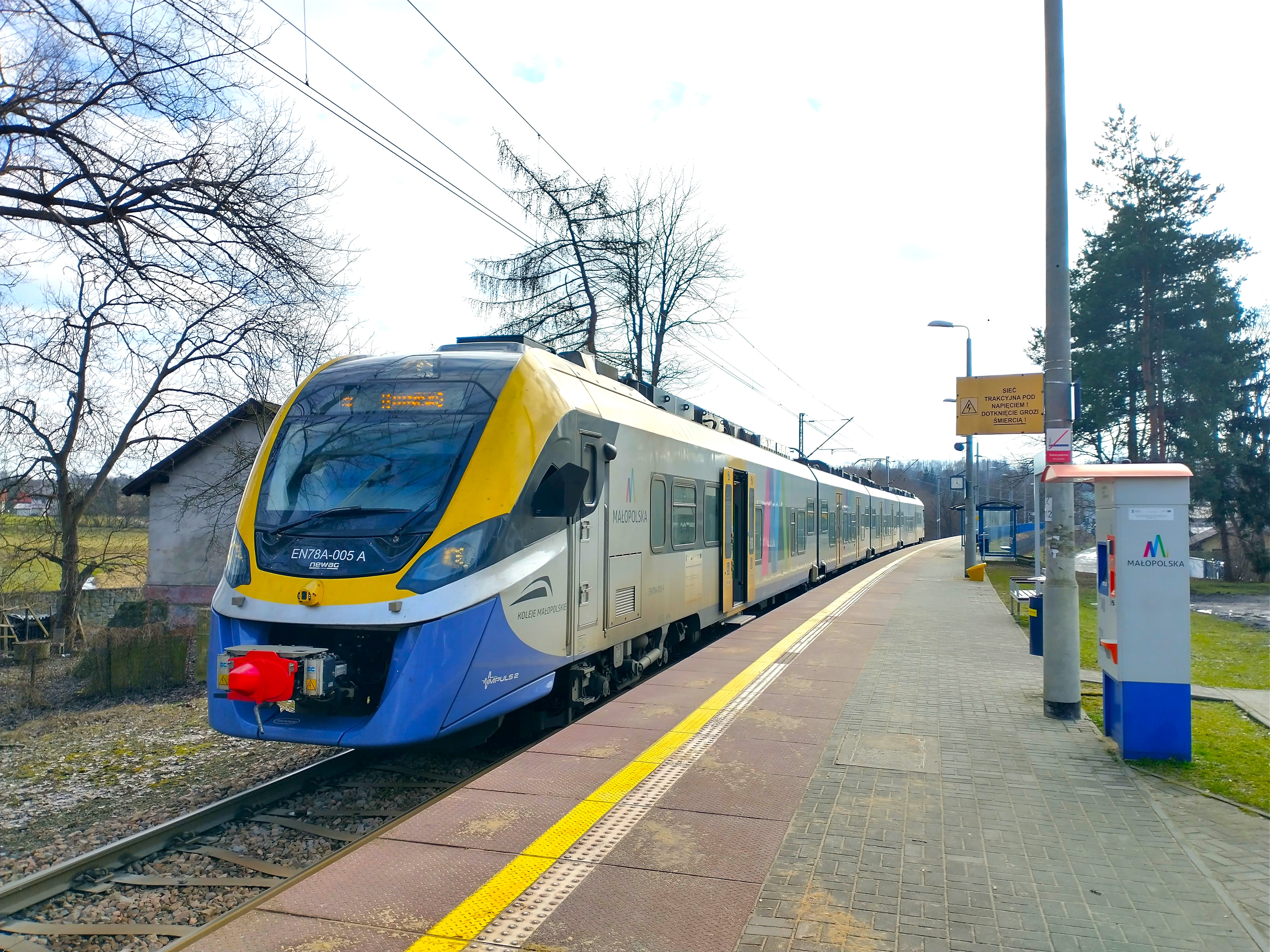
EN78A-005 na przystanku
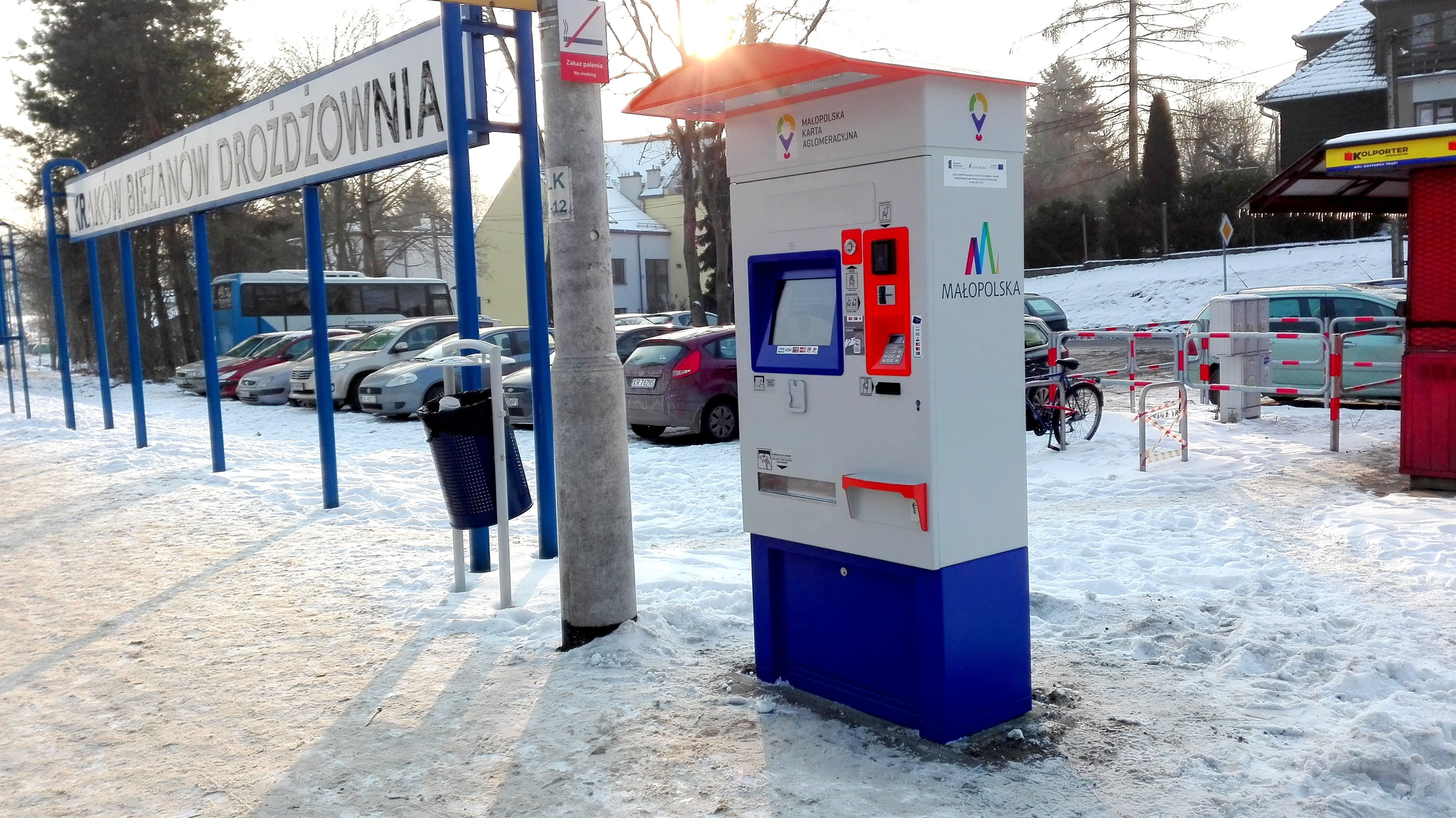
Biletomat na peronie
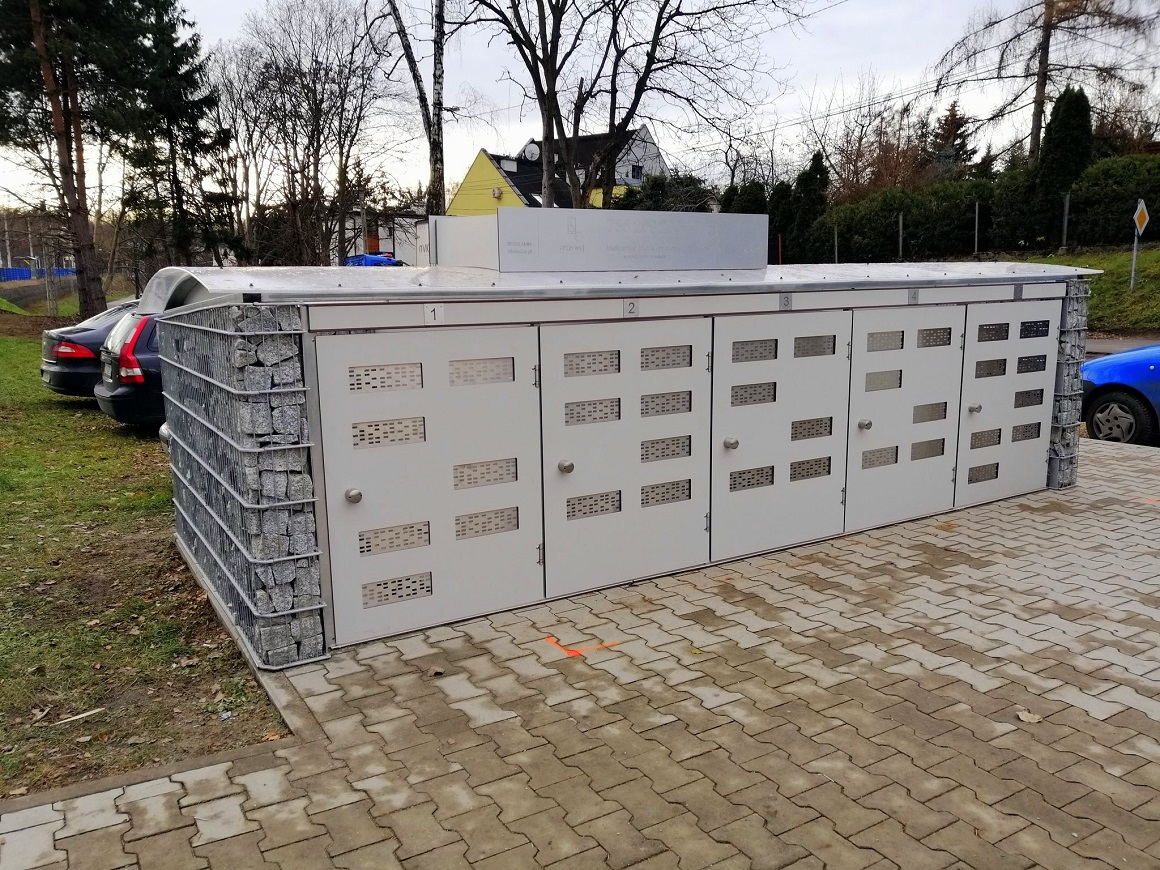
Boksy na rowery